# Дентофобия
Дентофо́бия (стоматофо́бия) — боязнь стоматологического лечения. Пациенты, страдающие дентофобией, часто обращаются к стоматологу только в крайних случаях, таких как острая зубная боль или воспаление.
Сегодня боязнь стоматологов в различной степени испытывает не менее одной трети населения мира, то есть практически каждый третий.

## Причины

##### Непосредственный опыт
Одной из основных причин страха является личный негативный опыт пациента при предыдущих посещениях зубного врача, особенно если эти посещения были связаны с какими-либо болезненными манипуляциями.
Говоря о причинах, часто отмечают и особенности зубной боли, которой присущи особая острота и сила. Близость жизненно важных органов (головного мозга, органов зрения) делает головную и зубную боль особенно значимыми для инстинкта самосохранения человека.

##### Другие
- Чужой негативный опыт

Страх может передаваться по наследству. Если родители страдают дентофобией, то их поведение и эмоциональное состояние может улавливаться и перениматься детьми (осознанно или неосознанно) при посещении стоматолога.
- Медиа

Негативные изображения стоматологов и стоматологического лечения в СМИ, кино, мультфильмах.
- Перенос негативного опыта медицинского лечения в других областях
- Чувство беспомощности и потери контроля

Пациент не в состоянии контролировать процесс, это приводит к появлению чувства беспомощности, которое, в свою очередь, вызывает страх.

## Способы борьбы
- психологическая терапия;
- применение седации в процессе лечения[2] для расслабления и успокоения пациента на время проведения стоматологических процедур.